# Povrazník
Povrazník (deutsch Seilersdorf, ungarisch Póráz – bis 1888 Povraznik) ist eine Gemeinde in der Mitte der Slowakei mit 142 Einwohnern (Stand 31. Dezember 2024) und gehört zum Okres Banská Bystrica, einem Landkreis des Banskobystrický kraj.

## Geographie

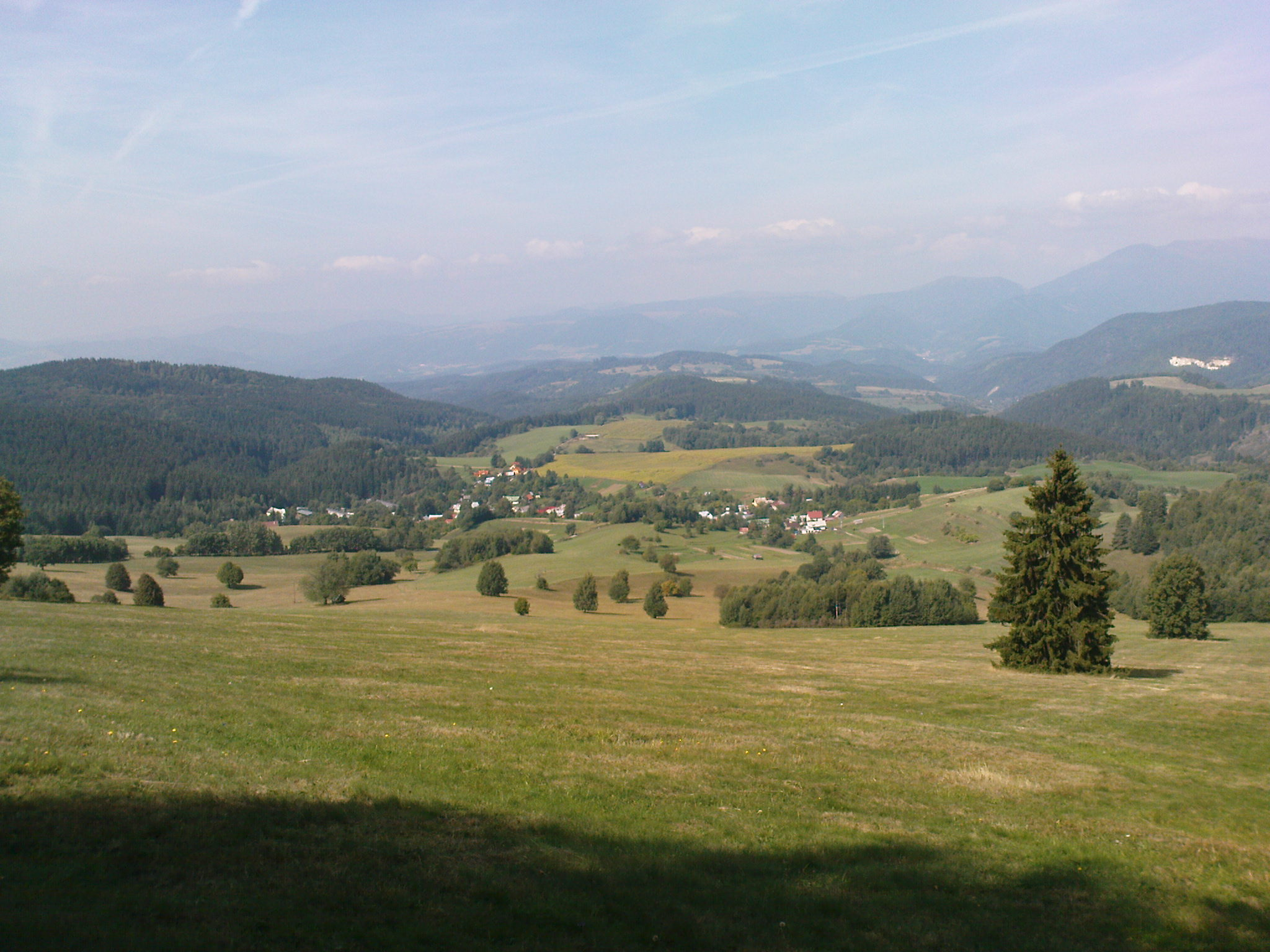
Povrazník

Die Gemeinde befindet sich im bergigen Teil des Talkessels Zvolenská kotlina am Nordhang des Poľana-Gebirges, im Quellbereich des Baches Driekyňa. Das Ortszentrum liegt auf einer Höhe von 670 m n.m. und ist 28 Kilometer von Banská Bystrica entfernt.
Nachbargemeinden sind Ľubietová im Norden, Strelníky im Osten sowie Poniky im Süden und Westen.

## Geschichte
Der Ort entstand wahrscheinlich im 14. Jahrhundert und wurde zum ersten Mal 1424 als Powraznik schriftlich erwähnt. Das Dorf war Teil des Herrschaftsguts der Burg Liptsch, das in jenem Jahr in einem Rechtsakt an Barbara von Cilli, zweite Gemahlin des Kaisers Sigismund, geschenkt wurde. Den Namen verdankt die Ortschaft der Anwesenheit von Seilern, die ihre Erzeugnisse an Bergwerke bei Libethen und Altgebirg lieferten. Von 1465 bis 1848 war Povrazník Untertanendorf der damaligen freien Bergstadt Libethen. 1828 zählte man 20 Häuser und 156 Einwohner, die als Landwirte, Viehhalter und Waldarbeiter beschäftigt waren, nach der Gründung des Eisenwerks in Podbrezová arbeiteten sie auch dort.
Bis 1918 gehörte der im Komitat Sohl liegende Ort zum Königreich Ungarn und kam danach zur Tschechoslowakei beziehungsweise heute Slowakei.

## Bevölkerung
| Jahr                | 1994 | 2004    | 2014    | 2024    |
| ------------------- | ---- | ------- | ------- | ------- |
| Anzahl der Personen | 154  | 146     | 138     | 142     |
| Unterschied         |      | −5,19 % | −5,47 % | +2,89 % |

| Jahr                | 2023 | 2024    |
| ------------------- | ---- | ------- |
| Anzahl der Personen | 139  | 142     |
| Unterschied         |      | +2,15 % |

Nach der Volkszählung 2011 wohnten in Povrazník 154 Einwohner, davon 143 Slowaken und ein Russine. 10 Einwohner machten keine Angabe zur Ethnie.
102 Einwohner bekannten sich zur Evangelischen Kirche A. B. und 26 Einwohner zur römisch-katholischen Kirche. 10 Einwohner waren konfessionslos und bei 16 Einwohnern wurde die Konfession nicht ermittelt.